# بوستو جارولفو
بوستو جارولفو (به ایتالیایی: Busto Garolfo) یک کومونه در ایتالیا است که در استان میلان واقع شده‌است.

## خصوصیات
بوستو جارولفو ۱۲٫۸ کیلومترمربع مساحت و ۱۳٬۷۵۲ نفر جمعیت دارد و ۱۸۰ متر بالاتر از سطح دریا واقع شده‌است.

## خواهرخوانده
شهر Senise خواهرخواندهٔ بوستو جارولفو هست.